# 2213 Meeus
A 2213 Meeus (ideiglenes jelöléssel 1935 SO1) a Naprendszer kisbolygóövében található aszteroida. Eugene Joseph Delporte fedezte fel 1935. szeptember 24-én.